# Central Luzon
Central Luzon (ook wel Regio III) is een van de 17 regio's van de Filipijnen. Het regionale centrum is San Fernando in Pampanga. Bij de laatste census in 2010 telde de regio ruim 10,1 miljoen inwoners.

## Geografie

### Bestuurlijke indeling
Central Luzon is onderverdeeld in zeven provincies en twee onafhankelijk bestuurde steden.

#### Provincies
- Aurora
- Bataan
- Bulacan
- Nueva Ecija
- Pampanga
- Tarlac
- Zambales

Deze provincies zijn weer onderverdeeld in 11 steden en 117 gemeenten

#### Onafhankelijke steden
- Angeles
- Olongapo

## Demografie
Central Luzon had bij de census van 2010 een inwoneraantal van 10.137.737 mensen. Dit waren 428.560 mensen (4,4%) meer dan bij de vorige census van 2007. Ten opzichte van de census van 2000 was het aantal inwoners gegroeid met 1.932.995 mensen (23,6%). De gemiddelde jaarlijkse groei in die periode kwam daarmee uit op 2,14%, hetgeen hoger was dan het landelijk jaarlijks gemiddelde over deze periode (1,90%).
De bevolkingsdichtheid van Central Luzon was ten tijde van de laatste census, met 10.137.737 inwoners op 22259,9 km², 455,4 mensen per km².